# ضربه مغزی
ضربهٔ مغزی (به انگلیسی: Traumatic brain injury) (اختصاری TBI) هنگامی رخ می‌دهد که یک نیروی بیرونی ترومایی را بر قشر مخ وارد کند. ضربهٔ مغزی برپایهٔ شدت، سازوکار یا دیگر ویژگی‌ها طبقه‌بندی می‌شود. ترومای سر به دلیل شمول آسیب‌های وارد بر جمجمه و فرق سر مفهومی گسترده‌تر از ضربه مغزی دارد. ضربهٔ مغزی یکی از مهمترین و معمول‌ترین دلایل مرگ یا ناتوانی در سراسر جهان به‌شمار می‌رود. TBI در مردان بیشتر از زنان و در کودکان و نوجوانان بیشتر از بزرگسالان است و عموماً به سبب تصادف، افتادن از ارتفاع و زد و خورد روی می‌دهد.